# RMAF Base Butterworth

i7
i11
i13
RMAF Butterworth (Malaiisch: TUDM Butterworth, frühere Bezeichnungen RAF Butterworth und RAAF Butterworth (IATA-Code: BWH, ICAO-Code: WMKB)) ist ein Militärflugplatz der malaysischen Luftstreitkräfte in der Nähe der Stadt Butterworth im Bundesstaat Penang, direkt gegenüber der gleichnamigen Insel. Zudem ist es ein Stützpunkt der Royal Australian Air Force sowie der Australian Army.

## Geschichte

### RAF Butterworth
Butterworth wurde im Oktober 1941 im Rahmen der Verteidigung der Malaiischen Halbinsel gegen die drohende japanische Invasion als Royal Air Force Station eröffnet. Während der Eroberung der Malaiischen Halbinsel wurde die Basis von japanischen Fliegern bombardiert. Nach Eroberung durch die vorrückenden Japaner am 20. Dezember 1941 wurde der Flugplatz von der Japanischen Marine benutzt. Nach der japanischen Kapitulation 1945 übernahm die RAF die Basis wieder. Japanische Kriegsgefangene wurden zu Reparatur- und Erweiterungsarbeiten eingesetzt.
Im Mai 1946 wurde der Flugbetrieb wieder aufgenommen. In den durch kommunistische Guerillas geprägten unruhigen folgenden Jahren im Rahmen der malayischen Unabhängigkeitsbestrebungen waren auf RAF Butterworth verschiedenste Einheiten der Luftstreitkräfte des britischen Mutterlandes sowie Australiens und Neuseelands stationiert. Hinzu kamen immer wieder Staffeln der RAF Stützpunkte in Singapur, die Butterworth als vorgeschobene Einsatzbasis benutzten.
Im Rahmen des Five Power Defence Arrangements (FPDA) kommt es noch heute alle paar Jahre zu Verlegungen von RAF Flugzeugen, die an gemeinsamen Manövern mit den übrigen Signatarstaaten teilnehmen.

### RAAF Butterworth

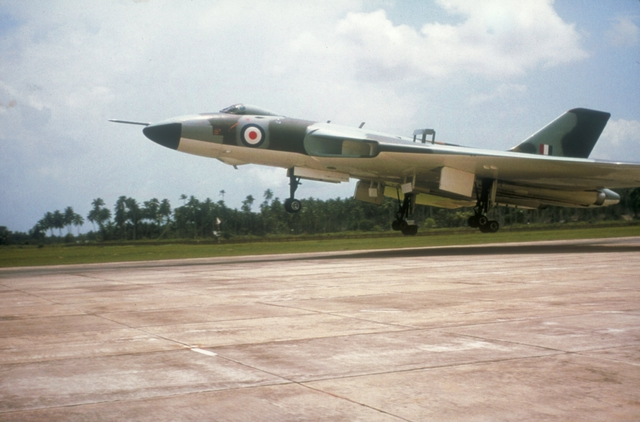
Eine Avro Vulcan der RAF 1965

Nachdem im Jahr 1957 die Kontrolle von der RAF an die RAAF übertragen wurde, stationierte Australien zur Zeit des Kalten Krieges eine Reihe von Bomber- und Jagdstaffeln. Die mit CAC Sabre ausgerüsteten 3. Squadron und 77. Squadron kamen auch während der Konfrontasi, einem Konflikt zwischen Malaysia und Indonesien in den 1960er-Jahren, zum Einsatz. Ab August 1964 kam es zu Abfangeinsätzen gegen anfliegende indonesische MiG-21 Abfangjäger. Da es zu keinen Grenzüberflügen kam, konnte eine weitere Eskalation verhindert werden. Erwähnenswert ist noch die Stationierung von Dassault Mirage III der 75. Squadron zwischen 1968 und 1983.
Die Australian Army stellte 1970 eine Infanteriekompanie, die Rifle Company Butterworth auf, die nach wie vor in Butterworth stationiert ist.
Nach Übergabe der Basis an Malaysia setzte die Australian Defence Force die Nutzung von Butterworth im Rahmen des oben erwähnten Five Power Defence Arrangements (FPDA) mit einigen Unterstützungseinheiten fort. Hierzu zählen regelmäßige Stationierungen einiger Seefernaufklärer.

### RMAF Butterworth
Am 30. Juni 1988 übernahm die RMAF das Kommando über den Stützpunkt. Im Rahmen des Five Power Defence Arrangements finden nach wie vor regelmäßig Übungen unter Namen wie Bersama Lima oder Bersama Shield statt, oft auch unter Beteiligung der RAF, die seit langem keine fliegenden Einheiten mehr in Fernost stationiert hat. Im Jahre 2011 jährte sich diese Übung zum vierzigsten Mal, die RAF nahm in jenem Jahr erstmals mit Eurofighter Typhoon an dem Manöver teil.

## Heutige Nutzung
Zur Zeit liegen fünf fliegende Staffeln der RMAF in Butterworth: Die 3. Squadron mit Sikorsky-Hubschraubern vom Typ S-61A4A Nuri, die 12. Squadron mit älteren Northrop F-5E/F-5F/RF-5E, die 15. Squadron mit Trainern der Typen BAE Systems Hawk 108/209 und Aermacchi MB-339AM sowie die 18. Squadron mit Mehrzweckkampfflugzeugen Boeing F/A-18D Hornets.
Nach wie vor nutzten auch die Australian Defence Forces die Basis. Sie bezeichnen ihren Einsatz, der durch die (nicht-fliegende) 19. Staffel der RAAF koordiniert wird, als „Operation Gateway“. Die RAAF unterhält hier unter anderem das Detachment Alpha des 92. Geschwaders aus RAAF Base Edinburgh. In den ersten Jahrzehnten bestand es aus P-3-Seefernaufklärern. Nach deren Außerdienststellung kommen P-8 zum Einsatz. Neben der RAAF unterhält die Australian Army hier zu Übungszwecken und für den Objektschutz die Rifle Company Butterworth.
Es kommt es auch immer wieder zu zeitweiligen Verlegungen von Kampfflugzeugen anderer Nationen auf die Basis, insbesondere im Rahmen der im vorigen Abschnitt beschriebenen Übungsserie.

## Zukunft
Die Regierung des Bundesstaates Penang hat eine zivile Mitbenutzung bei der Regierung Malaysias beantragt. Ziel ist die Schließung des derzeitigen zivilen Flughafens auf der beengten Insel Penang.